# 福聚寺 (千葉県東庄町)
福聚寺（ふくしゅうじ）は、千葉県香取郡東庄町にある黄檗宗の寺。山号は補陀落山。本尊は十一面観音。

## 由緒
1678年（延宝6年）下総国にあった椿海を開拓した禅僧鉄牛道機の開山により創建された寺である。

## 文化財

### 県指定有形文化財
- 紙本著色隠元和尚像1幅
- 紙本著色木庵和尚像1幅
- 紙本著色鉄牛和尚像2幅
- 隠元・木庵・即非墨蹟

### 県指定史跡
- 鉄牛和尚の墓

## 所在地
千葉県香取郡東庄町小南690
- 北緯35度47分5.3秒 東経140度40分32秒 / 北緯35.784806度 東経140.67556度

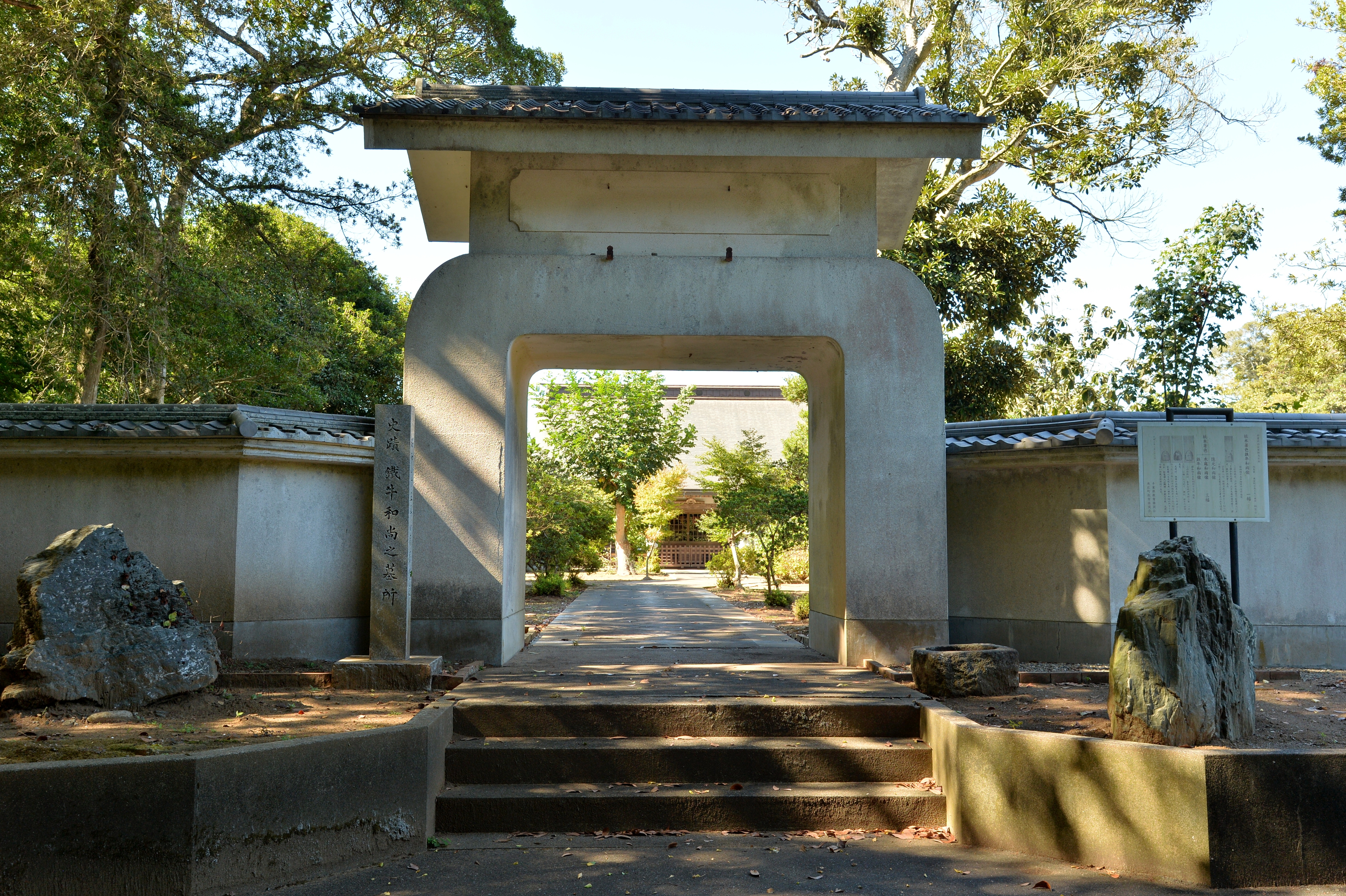
山門
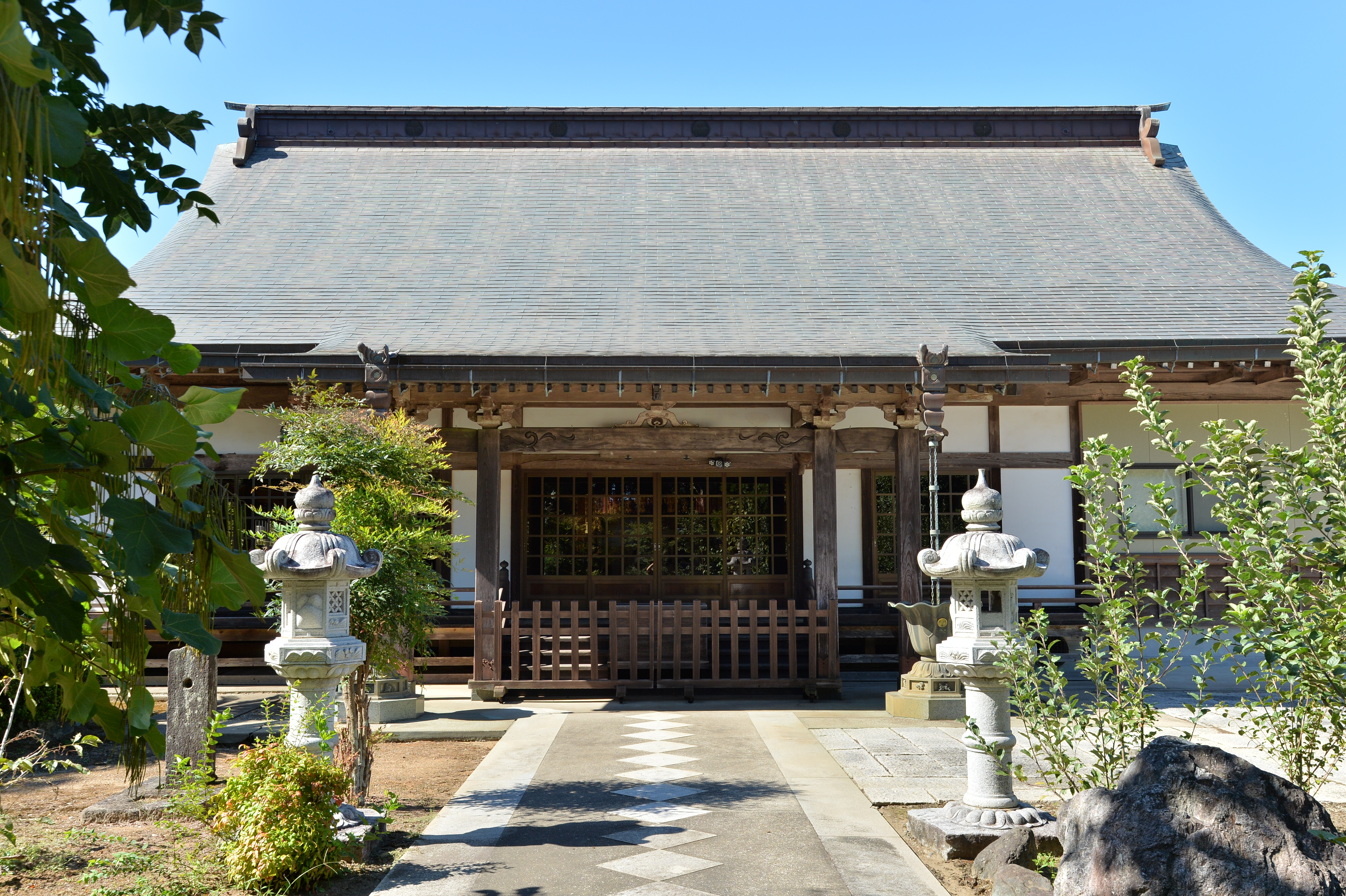
本堂
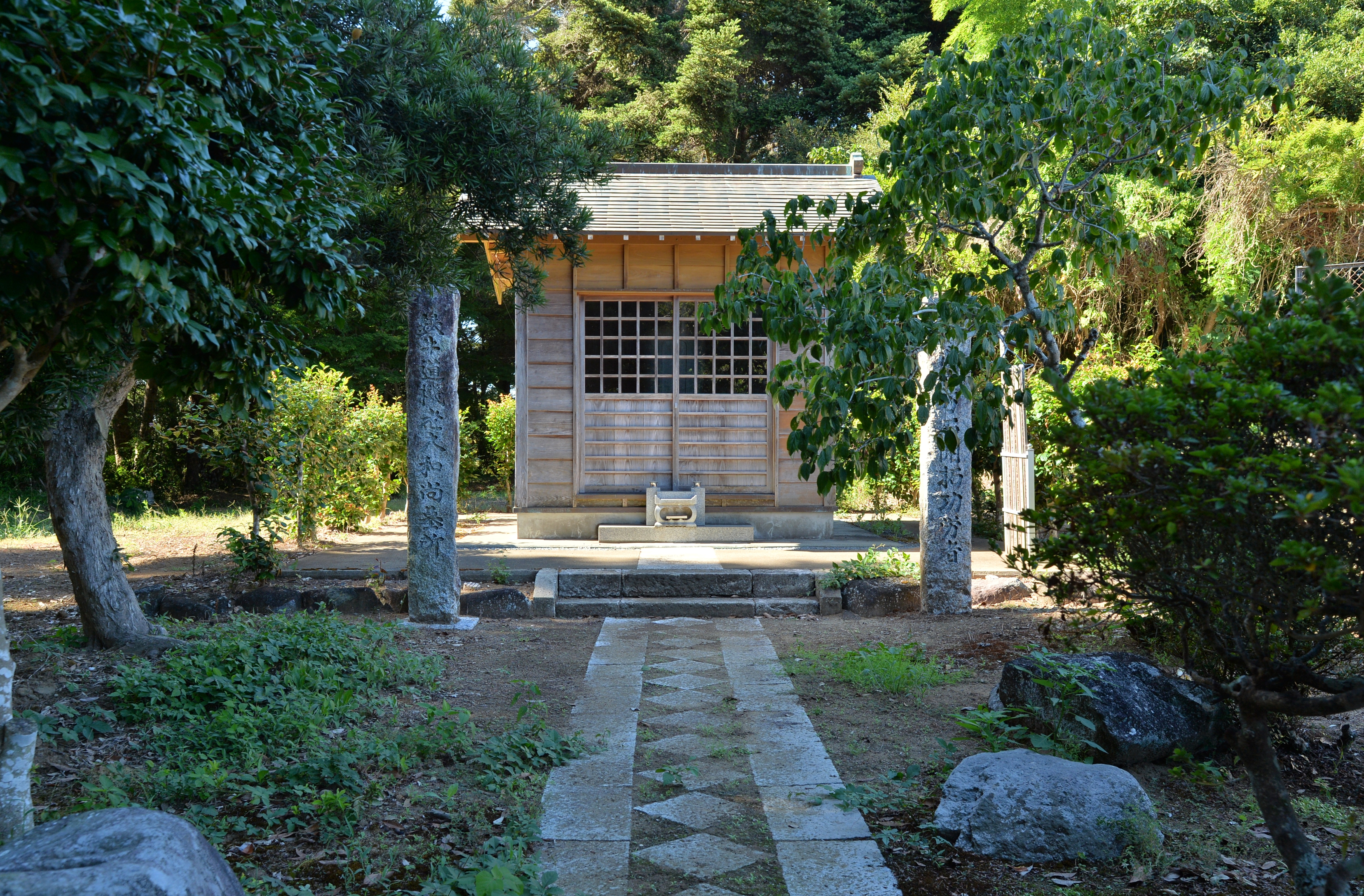
鉄牛道機の墓所